# Monoedus grouvellei
Monoedus grouvellei es una especie de coleóptero de la familia Zopheridae.

## Distribución geográfica
Habita en Guadalupe (Francia) (América).